# Emergency unit
Emergency unit, E.U. of 學警狙擊 is een TVB-serie die in februari 2009 begint met uitzenden. Het is een vervolg op The academy (學警雄心) uit 2005 en On the first beat (學警出更) uit 2007. De hoofdrolspelers Ron Ng en Sammul Chan hebben in alle drie gespeeld en nieuwe acteurs in deze reeks zijn Michael Miu, Kathy Chow, Elanne Kong en Michael Tse. Michael Miu speelt een andere rol dan in The academy.
Het begin lied ("黑白變奏") is gezongen door
Ron Ng, Sammul Chan & Michael Tse. Het eindlied ("手掌印") is gezongen door
Elanne Kwong.

## Verhaal
Gong Sai-Hao (Michael Miu) is vrijgelaten uit de gevangenis in Taiwan. Hij keert meteen terug naar Hong Kong en probeert zijn dochter Gong Yau-Yau (Elanne Kong) te vinden om hun relatie te verbeteren. Door zich aardig voor te doen tegen degene die ervoor heeft gezorgd dat hij in de gevangenis kwam, de bendeleider To Yik-Tin (Lam Lei), staat Hao te popelen om op gelijke hoogte met hem te staan, en ook tracht hij twee jonge politiemannen naar zijn kant te trekken om zijn invloed te versterken. Lee Pak-Kiu (Sammul Chan) van Emergency Unit is niet bereid om met een gangster nauw om te gaan, terwijl Chung Lap-Man (Ron Ng) van Special Duty Squad gelooft dat Hao hen kan helpen te vechten tegen Tin door op te treden als een aanklager. Man ontwikkelt geleidelijk een nauwe relatie met hem, maar wordt ontslagen voordat hij zijn taak voltooid. Naderhand neemt Hao Man onder zijn gezag en Man wijdt zich aan een samenleving van Triade.
Tin is altijd op de hoede van Hao en vraagt zijn vertrouwde volgeling Leung Siu-Tong (Michael Tse) om Hao goed in de gaten te houden. Anderzijds vecht Hao zich terug door gebruik te maken van Tins vrouw Ching Yeuk-Sam (Kathy Chow) om zijn macht in de bende te versterken. Uiteindelijk wordt Hao de bendeleider en denkt hij dat alles onder de controle is. Echter, de drugshandel blijft maar in de problemen lopen. Hao begint de loyaliteit onder zijn vertrouwelingen te betwijfelen.

## Rolverdeling

### Familie Kong
| acteur               | rol                   | beschrijving                                                 |
| -------------------- | --------------------- | ------------------------------------------------------------ |
| Michael Miu (苗僑偉) | Gong Sai-Hau 江世孝   | triadebaas Ko Ka-Hei's echtgenoot Gong Lai-Chings vader      |
| Kathy Chow           | Ching Yeuk-Sam 程若芯 | Gong Sai Hau's vrouw Gong Lai-Chings stiefmoeder             |
| Elanne Kong (江若琳) | Gong Lai-Ching 江麗晴 | Gong Sai Haus en Ko Ka-Hei's dochter Chung Lap-Mans vriendin |

### Politie-eenheid
| acteur               | rol                  | beschrijving                                                                                   |
| -------------------- | -------------------- | ---------------------------------------------------------------------------------------------- |
| Ron Ng (吳卓羲)      | Chung Lap-Man 鍾立文 | PC66336 politieagent undercoverpolitieagent Cheung Nim-Yans ex-vriendje Gong Lai-Chings vriend |
| Sammul Chan (陳鍵鋒) | Lee Pak-Kiu 李柏翹   | PC66341 politieagent Organized Crime and Triad Bureau (OCTB) Trainee Fa Yeuk-Bo's echtgenoot   |
| Dominic Lam (林嘉華) | Wu Cheuk-Yan 胡卓仁  | SP39384 CID deel van Kowloon Police Station als leider                                         |
| Leung Ka Ki (梁嘉琪) | Fa Yeuk-Bo 花若葆    | politieagent Lee Pak-Kiu's vrouw Ching Yeuk-Sams stiefzusje                                    |
| Patrick Dunn(鄧梓峰) | Tam Cho Ming 譚祖銘  | SIP Senior Inspecteur Politieagent                                                             |

### Anderen
| acteur               | rol                   | beschrijving         |
| -------------------- | --------------------- | -------------------- |
| Michael Tse          | Leung Siu Tong 梁笑棠 | triadeleider         |
| Li Ka Sing           | Lam Suk-Chuen 林叔泉  | PC66340 politieagent |
| Joel Chan Shan-Chung | Fai Wing-Lun          | triadelid            |
| Angelina Lo          |                       | Fa Yeuk-Bo's moeder  |

The gem of life 珠光寶氣 · Off pedder 畢打自己人 · Pages of treasures Click入黃金屋 · Royal tramp 鹿鼎記 · Sweetness in the salt 碧血鹽梟 · Emergency unit 學警狙擊 · The greatness of a hero 盛世仁傑 -The winter melon tale 大冬瓜 · Just love II 老婆大人II · The King of snooker 桌球天王 · Rosy business 巾幗梟雄